# 송현항 (무안군)
송현항은 전라남도 무안군 망운면 송현리에 있는 어항이다. 2005년 11월 10일 어촌정주어항으로 지정하여 관리하고 있다. 시설관리자는 무안군수이다.

## 어항 구역
- 수역: 341,851m2

## 어항 시설
- 선착장 30m, 친수시설 50m, 선양장 15m

## 주요 어종
- 낙지, 숭어, 돔, 감태